# 马子云墓
马子云墓，位于中国云南省丽江市古城区大研街道北门社区金虹山麓，建于清道光二十九年（1849年）。
1988年11月9日，马子云墓公布为第三批县级文物保护单位。